# Diocesi di Gordoserba
La diocesi di Gordoserba (in latino Dioecesis Gordoserbana) è una sede soppressa del patriarcato di Costantinopoli e una sede titolare della Chiesa cattolica.

## Storia
Gordoserba, identificabile con Kyzdervent nell'odierna Turchia, è un'antica sede vescovile della provincia romana di Bitinia nella diocesi civile del Ponto. Faceva parte del patriarcato di Costantinopoli ed era suffraganea dell'arcidiocesi di Nicea.
Sono tre i vescovi documentati di questa diocesi. Isidoro prese parte al concilio di Costantinopoli del 680 e sottoscrisse gli atti del concilio in Trullo del 691/92; Neofito fu tra i padri del secondo concilio di Nicea del 787; Stefano intervenne ai Concili di Costantinopoli dell'869-870 e dell'879-880.
Dal 1933 Gordoserba è annoverata tra le sedi vescovili titolari della Chiesa cattolica; la sede finora non è mai stata assegnata.

## Cronotassi dei vescovi greci
- Isidoro † (prima del 680 - dopo il 692)
- Neofito † (menzionato nel 787)
- Stefano † (prima dell'869 - dopo l'879)